# Don't Shut 'Em Down
Don't Shut 'Em Down è un singolo del gruppo musicale celtic punk Flogging Molly. La prima versione del singolo venne pubblicata il 1º febbraio 2011 su iTunes. Il 15 aprile fu pubblicato in Germania su Amazon e, il giorno seguente, venne distribuito in formato LP negli Stati Uniti. È arrivato in 39ª posizione nella classifica Alternative Songs della rivista statunitense Billboard.

## Tracce
Versione iTunes
1. Don't Shut 'Em Down – 3:40

Versione statunitense
1. Don't Shut 'Em Down – 3:40
2. Saints & Sinners (versione acustica)

Versione tedesca
1. Don't Shut 'Em Down – 3:40
2. The Power's Out – 4:38